# Handy Backup
Handy Backup es un programa de copia de seguridad e imagen de disco desarrollado por Novosoft LLC. Handy Backup hace backup de datos almacenados en ordenadores que funcionan bajo Microsoft Windows OS o tales sistemas Unix-like como Linux. Con este software un usuario puede crear tareas de copia de seguridad, restauración y sincronización a través de una interfaz gráfica de usuario. Esto es una solución unificada de copia de seguridad que permite hacer backup en un modo completamente automático de archivos, carpetas, bibliotecas, imágenes de disco, bases de datos populares, máquinas virtuales, FTP y contenido de nube, y otros datos existentes.

## Resumen
Introducido en 2002 por Novosoft, Handy Backup es un software para uso en casa o en empresas pequeñas. El programa fue diseñado originalmente para realización de backup de archivos individuales, y datos y configuraciones de aplicaciones informáticas populares. La versión moderna de Handy Backup permite a los usuarios guardar y restaurar copias de todos tipos de información, incluyendo formatos populares de bases de datos, sitios web, servidores, máquinas virtuales y contenido de diferentes cuentas de nube. Todas funciones del programa son controlados por la interfaz gráfico, comprensible e intuitivo.

## Características y opciones
Handy Backup tiene una interfaz con asistente y una arquitectura basada en tareas, que permite crear y planificar tres tipos de operaciones: copia de seguridad, restauración y sincronización. El software apoya todos tipos sabidos de backup y es adecuado para redes heterogéneas. Además permite notificar usuarios, registrar eventos o ver en detalles cualquier tarea ejecutada por el programa. 

### Tipos de datos apoyados
Handy Backup puede guardar cualquier tipo de información en un modo automático. Para la mayoría de los tipos de datos, el programa concede funciones de backup “caliente” (grabación de los datos sin interrupción de un software apropiado de procesamiento de datos). Siguientes son opciones más populares entre los tipos de datos procesados por los instrumentos destacados de Handy Backup:
- Cualquier archivo o carpeta encontrada por una máscara del nombre o por selección manual;
- Carpetas de usuario y bibliotecas de Windows, registro de Windows;
- Toda una imagen de un sistema o unidad de datos (con posibilidad de usarla como una imagen de unidad de arranque);
- Microsoft Outlook, Microsoft Exchange Server, servicio de Google Mail (Gmail);
- Diferentes servicios de correo electrónico a través de IMAP (con configuraciones avanzadas desde la versión 7.11)
- Todas bases de datos populares del tipo SQL incluyendo Microsoft SQL Server, MySQL, MariaDB, PostgreSQL, IBM DB2, Lotus Notes y Oracle;
- Cualquier otro tipo de bases de datos existente, vía controlador ODBC preinstalado apropiado para la base de datos;
- Contenido de servidor FTP, SFTP y FTPS, incluyendo contenido estático de sitio web;
- Cuentas de nube comercial, incluyendo Amazon S3, Google Drive, OneDrive/OneDrive for Business,[1] Dropbox, Box.com, 4shared;
- Acceda a cualquier servicio en la nube a través de la interfaz WebDAV con soporte para una gran cantidad de configuraciones;
- Matrices de máquinas virtuales, incluyendo Hyper-V y VMware Workstation.

### Almacenamientos apoyados
Para almacenar copias de seguridad, usuarios de Handy Backup pueden selecionar entre muchas opciones disponibles:
- Unidades locales y dispositivos exteriores conectados a USB, con una posibilidad de iniciar automáticamente una tarea por conectar un dispositivo USB determinado a un PC;
- Unidades conectados a red, unidades NAS y servidores de datos visibles como discos remotos;
- Nubes comerciales con acceso a través de opciones especializadas para almacenamiento de datos (Amazon S3, Google Drive, Dropbox, OneDrive y OneDrive for Business);
- Una bóveda de almacenamiento dedicada y bien protegida en nube de Handy Backup – NBdrive.

### Apoyados tipos y opciones de copia de seguridad
Para cualquier backup de datos, Handy Backup concede algunas opciones para hacer la realización de copia de seguridad totalmente controlable y apropiada para necesidades específicas de cada usuario:
- Tipos de backup completo, incremental, diferencial y mixto (ciclo completo/diferencial);
- Copia de seguridad versionada, con la cantidad seleccionada de versiones guardadas simultáneamente;
- Encriptación y compresión de datos de respaldo;
- Planificación de tareas por un período de minutos a meses, así como iniciación de tareas por algunos eventos (inicio/cierre de sesión de sistema por inserción de un dispositivo USB vinculado a una tarea);
- Ejecución de otros programas o lotes antes o después de ejecutar una tarea principal.

### Sistemas de archivos compatibles
Sistemas de archivos compatibles con el software incluyen NTFS, FAT16, FAT32, Ext2, Ext3, ReiserFS, Reiser4 y otros. Esta variedad se logra mediante el uso de módulo de imagen de disco que permite realizar copias de seguridad sectoriales, que no consulta el sistema de archivos. Aunque esta característica no está diseñada principalmente para la clonación de disco duro, también puede utilizarse para este propósito.

### El formato nativo de almacenamiento
Preservación de los formatos nativos de datos durante la realización de copias de seguridad de información es una parte que hace Handy Backup una solución única entre los diferentes programas de copia de seguridad disponibles. En lugar de un ciclo de "backup-restauración", usando la concepción de formato nativo permite a los usuarios de Handy Backup copiar, mover o procesar datos desde copias de seguridad, sin necesidad de una restauración obligada.
Así, los datos almacenados en backup pueden ser ordenados, arreglados, visualizados o restaurados manualmente, sin necesidad de invertir el proceso de copia de seguridad totalmente. Se puede utilizar esta característica para hacer copias o espejos de conjuntos de datos por un sitio, donde el término “backup de datos” significará solo “copiar datos a un destino seleccionado en un modo completamente automático”.

### Formato de Handy Backup – .HBI
Handy Backup almacena información sobre cada tarea de copia de seguridad en archivos de índice del formato .HBI propio. Cada archivo de índice contiene la lista de archivos, sus tamaños, el tiempo de creación, el momento de la última modificación, los atributos de archivo y otros datos. También incluye una referencia al archivo de índice anterior y se renueva con cada ejecución de la tarea, que permite hacer backup incremental y diferencial y guardar solo los cambios. En Handy Backup, copia de seguridad incremental se realiza en nivel de archivo y copia de seguridad diferencial se realiza en nivel de byte. 

### Ediciones Disponibles
Hay tres ediciones de Handy Backup diseñadas para PCs individuales: Standard, Professional y Small Server. Además, hay una edición empresarial que se llama Handy Backup Network Server que incluye todas características de Handy Backup Small Server y permite realizar copias de seguridad de datos de estaciones de trabajo de red. Las ediciones tienen diferentes conjuntos de características y están dirigidas a diferentes segmentos del mercado. Todos los programas se distribuyen como shareware y tienen un período de prueba completo de 30 días.

## Comentarios
En muchos comentarios Handy Backup está mencionado como un software ligero, rápido y unificado para backup, restauración y sincronización de datos. Por ejemplo, Top Ten Reviews dice que la edición Small Server es una buena solución del nivel de servidor.
Otro comentario de PCMag aprecia la edición Small Server como una de las mejores aplicaciones para empresas pequeñas del año 2012 y una solución casi universal para realización de copias de seguridad de datos empresariales de nivel de servidor.